# Montcherand
Montcherand là một đô thị thuộc huyện hành chính Orbe, bang Vaude, Thụy Sĩ.